# B2K
B2K (Boys 2k traduit "garçon du nouveau millénaire") est un boys band de rnb originaire de Los Angeles formé par quatre jeunes chanteurs américains à peine majeurs : Omarion, Raz-B, Lil' Fizz(en) et J-Boog(en). Le groupe s'est réuni en 1998 et fut découvert en 2001 par Chris Stokes manager chez Epic Records et qui avait déjà monté un boys band r&b immature avec le chanteur Marques Houston. À cette époque, le groupe faisait la première partie des concerts de Lil Bow Wow. Leur premier album, B2K, sort peu de temps après. Après une tournée sur le Scream tour 2 Tour, un single Bump, Bump, Bump en duo avec P. Diddy et produit par R. Kelly, le groupe enregistre un nouvel album. En 2002, ils sortent leur premier single intitulé Uh Huh, un album de remixes de leurs tubes qui les fait entrer dans les plus hautes places des classements américains (charts) des meilleures ventes d'albums.
Puis, en 2003, ils sortent un nouveau recueil de chansons intitulé Pandemonium. Mais en 2004, c'est la surprise : alors que sort leur B.O. du film You Got Served, la formation décide de se séparer afin de se lancer dans des carrières en solos. Le chanteur Omarion est le seul à rester sous l'aile de leur producteur Chris Stokes. Le reste du groupe va tenter, quant à lui, de survivre ensemble.
Après quinze ans de séparation, le groupe se reforme et annonce le début d'une nouvelle tournée.

## Carrière musicale

### 2001-02: B2K
Le premier album du groupe, B2K a été libéré le 12 mars, 2002. L'album a culminé à # 2 sur le Billboard 200 et n ° 1 sur le R & B / Hip-Hop tableau albums. Il a comporté les singles "Uh Huh", "Gots Ta Be" et "Why I Love You".

### 2002-03: Pandemonium!
Le groupe a sorti son quatrième single,Bump, Bump, Bump qui présentait exécutif Bad Boy, P. Diddy. Il a culminé à # 1 sur le Billboard Hot 100, et est devenu le premier groupe des dix premiers et le numéro un seul. Il était le premier single de leur deuxième album studio, Pandemonium!. L'album a été publié le 10 décembre, 2002 et fait ses débuts au nombre de dix sur le Billboard 200 et au numéro trois sur Top R & B / Hip Hop Albums.
Le groupe a été présenté régulièrement sur les couvertures de magazines pour ados tels que Right On! et Word Up. Ils ont sorti un album de Noël entre leurs deux albums précités, le droit de Santa Me Hooked Le groupe a été présenté régulièrement sur les couvertures de magazines pour ados tels que Right On! et Word Up. Ils ont sorti un album de Noël entre leurs deux albums précités, le droit de Santa Me Hooked Up.

## Membres
- Lil' Fizz - Le Rappeur
- J-Boog - chanteur, porte-parole, danseur principal
- Raz-B - Second chanteur
- Omarion - Chanteur et Danseur Principal

## Discographie / DVD
- 2002, Uh Huh (2 titres), B2K, B2K Live At The House Of Blues [DVD], B2K The Remixes Vol.1
- 2002,  Santa Hooked Me Up
- 2003, Pandemonium! (en), B2K The Ultimate Video Collection [DVD1], B2K The Remixes Vol.2, Bump, Bump, Bump (Single)
- 2003, B2k Presents You Got Served Soundtrack (album)
- 2004, B2K Greatest Hits

## Singles
- Bump, Bump, Bump
- Girlfriend
- Uh Huh
- Badaboom french remix Willy Denzey
- What A Girl Wants
- Why I Love You
- Gots Ta Be

## Film
- 2004: Street Dancers (You Got Served)